# Anderson Luis da Silva
Anderson Luis da Silva (22 december 1972), ook wel kortweg Anderson genoemd, is een voormalig Braziliaans voetballer.

## Carrière
Anderson speelde tussen 2001 en 2008 voor Paulista, Albirex Niigata, Atlético Sorocaba, Coritiba en Ponte Preta.